# Vinay (Marne)
Vinay é uma comuna francesa na região administrativa do Grande Leste, no departamento de Marne. Estende-se por uma área de 3.09 km², e possui 569 habitantes, segundo o censo de 2018, com uma densidade de 180 hab/km².